# Guy Davis
Compléments
https://guydavisartworks.com site de l'auteur
Guy Davis est un dessinateur de comics né le 1966 aux États-Unis, dans le Michigan.

## Biographie
Guy Davis apprend à dessiner en autodidacte. Il publie d'abord des comic strips dans le journal de son université puis dans des fanzines. Son premier travail professionnel est édité par Caliber Comics et s'intitule The Realm. Chez cet éditeur il crée ou dessine plusieurs séries dont Baker Street (créé avec Gary Reed et The Marquis. Il travaille ensuite pour DC Comics essentiellement sur des séries publiées dans la collection DC Comics dont Sandman Mystery Theatre qu'il dessine du premier au dernier numéro. Il dessine aussi des histoires parues dans Hellblazer et Batman. Pour Dark Horse Comics il signe des épisodes de B.P.R.D. et Grendel. Il a aussi illustré la série Les Zombies qui ont mangé le monde de 2004 à 2008, sur des scénarios de Jerry Frissen, aux éditions Les Humanoïdes associés. 

## Récompenses
- 1997 : Prix Eisner de la meilleure histoire à suivre pour « Sand and Stars », dans Starman n°20-23 (avec Tony Harris, Wade von Grawbadger et James Robinson)
- 2004 : Prix Eisner de la meilleure mini-série pour Unstable Molecules (avec James Sturm)
- 2009 : Prix Eisner du meilleur dessinateur/encreur pour BPRD